# ملعب إيرسوم بارك
ملعب إيرسوم بارك (بالإنجليزية: Ayresome Park)‏ هو ملعب كرة قدم يقع في ميدلزبرة، إنجلترا، يتسع لـ 54,000 متفرج.

## التاريخ
افتتح الملعب في 1903. تم إغلاقه في . في تم هدم هذا الملعب.

## أهم الأحداث التي استضافها
- كأس العالم لكرة القدم 1966